# Plectrocnemia protensa
Plectrocnemia protensa is een fossiele soort schietmot uit de familie Polycentropodidae.